# Histórico de versões de 0 A.D.
Este é um histórico de versões de 0 A.D., ou seja, uma lista contendo notas, repercussões e changelogs do jogo eletrônico intitulado 0 A.D..
| Versão   | Versão | Nome          | Data de lançamento     | Características |
| -------- | ------ | ------------- | ---------------------- | --- |
| Pré-Alfa | 01     |               | 02 de abril de 2010    | Snapshot para desenvolvedores com código fonte, recursos e versão compilada do projeto. |
| Pré-Alfa | 02     |               | 12 de junho de 2010    | Novo sistema de movimento de unidades (trajetórias mais precisas e evasão de obstáculos); filas de treinamento nos edifícios; adicionadas unidades ao minimapa. |
| Pré-Alfa | 03     |               | 11 de julho de 2010    | Adicionado suporte a partidas multi-jogador, GUI redesenhada; Trajetória de unidades melhorada: adicionadas restrições de movimento aos terrenos e custos de movimento, adicionadas unidades flutuantes. |
| Alfa     | 01     | Argonaut      | 16 de agosto de 2010   | Novos mapas, IA para animais, IA das unidades revisada, adicionada opção de chat durante partidas multi-jogador. |
| Alfa     | 02     | Bellerophon   | 20 de outubro de 2010  | Adicionada névoa da guerra, movimento de grupo e formações de unidades básicas; condições de vitória; melhorada performance da trajetória da unidade, melhorada Interface Gráfica do jogo; adicionado novo bioma (savana), edifícios célticos remodelados, adicionados novos mapas.                                     |
| Alfa     | 03     | Cerberus      | 11 de dezembro de 2010 | Adicionada coleta e entrega automáticas de recursos, mapas circulares, guarnição, trajetória de unidades melhorada; novos barcos Helênicos e Célticos, edifícios Gregos; melhorada tela de instalação do jogo, tela de carregamento redesenhada e adicionada tela de sumário; novos mapas.                              |
| Alfa     | 04     | Daedalus      | 12 de março de 2011    | Adicionados versões protótipo iniciais de oponente IA; melhorada renderização de neblina de guerra, adicionado sistema de feedback automático nas opções; novas unidades navais, armas de cerco, pontes, novos efeitos sonoros no jogo.                                                                                 |
| Alfa     | 05     | Edetania      | 20 de maio de 2011     | Nova civilização: Iberos; bot melhorado: JuBot; scripting de mapa aleatório; promoção de unidades; formações melhoradas; partículas: fogo, fumaça, poeira de construção, fagulhas perto de minas, folhas caindo; silhuetas de unidades; novos mapa, efeitos sonoros, trilha sonora.                                     |
| Alfa     | 06     | Fortuna       | 10 Julho 2011          | Instâncias: Violenta, Agressiva, Defensiva, Manter Posição, Evitar; novas texturas de terreno, efeitos sonoros, mapas, unidades e construções; melhoramentos na interface do editor de cenários; suporte a unidades aéreas e mapa de teste com aviões P-51 Mustang.                                                     |
| Alfa     | 07     | Geronium      | 17 de setembro de 2011 | Nova civilização: Cartagineses, novo design território dinâmico, uma marca de design novo menu principal, várias faixas de música nova, novos mapas. |
| Alfa     | 08     | Haxāmaniš     | 23 de dezembro de 2011 | Nova civilização: Persas, novas unidades persas, novos mapas, possibilidade se salvar o jogo, sistema de troca de recursos, IA melhorada. |
| Alfa     | 09     | Ides of March | 15 de março de 2012    | Nova civilização: Romanos; Sistema de troca de recursos, novo sistema de combate, IA melhorada, novos mapas aleatórios e novas animações. |
| Alfa     | 10     | Jhelum        | 16 de maio de 2012     | Novas civilizações: Atenienses, Macedónios, e Espartanos (substituindo a civilização genérica Helenos); tecnologias básicas, muros clique-e-arraste, cura, efeitos especulares de luz e novas opções gráficas. |
| Alfa     | 11     | Kronos        | 07 de setembro de 2012 | Novas civilizações: Bretões e Gauleses (substituindo a civilização genérica dos Celtas); novo script de IA: Aegis Bot, portões, novo sistema de som, Campo de visão compartilhado entre aliados, novas melhorias gráficas: oclusão do ambiente, normal mapping, parallax mapping, especularidade, melhorias no terreno. |
| Alfa     | 12     | Loucetios     | 17 de dezembro de 2012 | |
| Alfa     | 13     | Mágada        | 02 de abril de 2013    | |
| Alfa     | 14     | Náucratis     | 04 de setembro de 2013 | |
| Alfa     | 15     | Osíris        | 24 de dezembro de 2013 | |